# 鮑超
鮑超（1828年—1886年），字春亭，後改字春霆，四川省奉節都裏六甲安坪藕塘人。湘军名将，领清军扫蕩太湖周边太平军数十万，立大功獲封一等子爵。

## 生平
鲍超为平定太平天国之湘軍名將，不識字，但作战勇猛，很为曾国藩重用，所部“霆字營”，駐軍佈防於皖南，護衛湘軍於祁門司令部，為太平軍所忌憚畏懼；封贈太子少保，官拜浙江提督。
鲍超雖作戰勇猛，但軍紀敗壞，郭嵩焘说他“所过残灭如项羽”。陕西巡抚刘蓉曾写信给曾国藩，庆幸“霆军”不入陕：“鲍军无意西来，所过又多残暴，诚不愿其复至，恐如梳如篦，遂至如剃，则困苦尤所难堪。”曾國藩的好友王柏心之子王傢仕更痛斥鮑超“軍無紀律，旌旗所過，僅存焦土”，“至若一時將帥，使東南數千裏民之肝腦塗地，而諸將之黃金填庫，民之妻孥亡散，而諸將之美女盈門。”。
1867年正月15日，淮軍主將劉銘傳與鮑超的霆军約定於巳時（上午九時）會師湖北尹隆河（永隆河），進擊捻軍，未料劉軍爭功提前於弗曉卯時（上午五時）即朝戰場開拔，途中遇伏，總兵唐殿魁、田履安陣亡，劉銘傳本人幾乎被俘虜。隨後，鮑超的援軍即時出現拯救了淮軍，清軍反敗為勝。
此役清軍殲滅捻軍部眾近萬人，捻軍共約八千人，軍馬五千匹被俘，史稱尹隆河之戰。
經此戰後，朝廷问责，刘推卸责任致使霆军遭朝廷不公遣散处份，鮑超憤極去職，退出軍隊十一年之久。
1966年文化大革命初，红卫兵捣毁鲍超墓。

## 逸事
- 咸豐二年（1852年），廣西提督向榮在湖北宜昌招兵，組建“川勇營”，超應募入伍，初當伙伕。
- 英勇，屢建戰功，咸豐四年超被調至曾國藩洞庭湖水師“長龍軍艦”任哨長。
- 1856年秋，曾國藩認為已是副將的鮑超可統領大軍，令超至長沙招兵，組“霆字營”一萬五千兵員。
- 鮑超曾被太平軍包圍，請求曾國藩急派援兵救助，卻苦於不識字，只會寫自己名字，所部兵士亦無人識字。鮑超靈機一動，急忙寫一鮑字，再以毛筆畫了一堆圓圈，圍著「鮑」字，飛信給曾；曾收信呵呵笑言：“鮑超被圍了，要我們去救他！”，派援兵出，遂得救。
- 參加過500場以上戰役，身被傷108處，與滿人多隆阿並稱為猛將，在湘軍陣營有“北多（多隆阿）南超”讚譽。

于1861年夏起鲍超统湘军扫平太湖流域金坛县的金坛之战，消灭太平军近二万名尤为著称，鲍也被视为曾国藩系湘军直属本部军，至战争后期1862年左右起，湘军才自原鲍超带领，改成曾国荃与李鸿章领兵至1864年六月结束

## 延伸阅读
[在维基数据编辑]
 《清史稿·卷409》，出自趙爾巽《清史稿》